# ويليام غرهام
ويليام غرهام (بالإنجليزية: William Grahame)‏ هو سياسي أسترالي، ولد في 1841 بإدنبرة في المملكة المتحدة، وتوفي في 29 مايو 1906 في أستراليا. حزبياً، نشط في Protectionist Party ‏. وقد انتخب عضو الجمعية التشريعية نيو ساوث ويلز.